# Kétsoprony
Kétsoprony é um município da Hungria, situado no condado de Békés. Tem 51,24 km² de área e sua população em 2015 foi estimada em 1.268 habitantes.